# Рише, Поль
Поль Мари Луи Пьер Рише (фр. Paul Marie Louis Pierre Richer; 17 января 1849, Шартр — 17 декабря 1933, Париж) — французский физиолог, художник-анатом, скульптор академического направления и художник-медальер.

## Биография

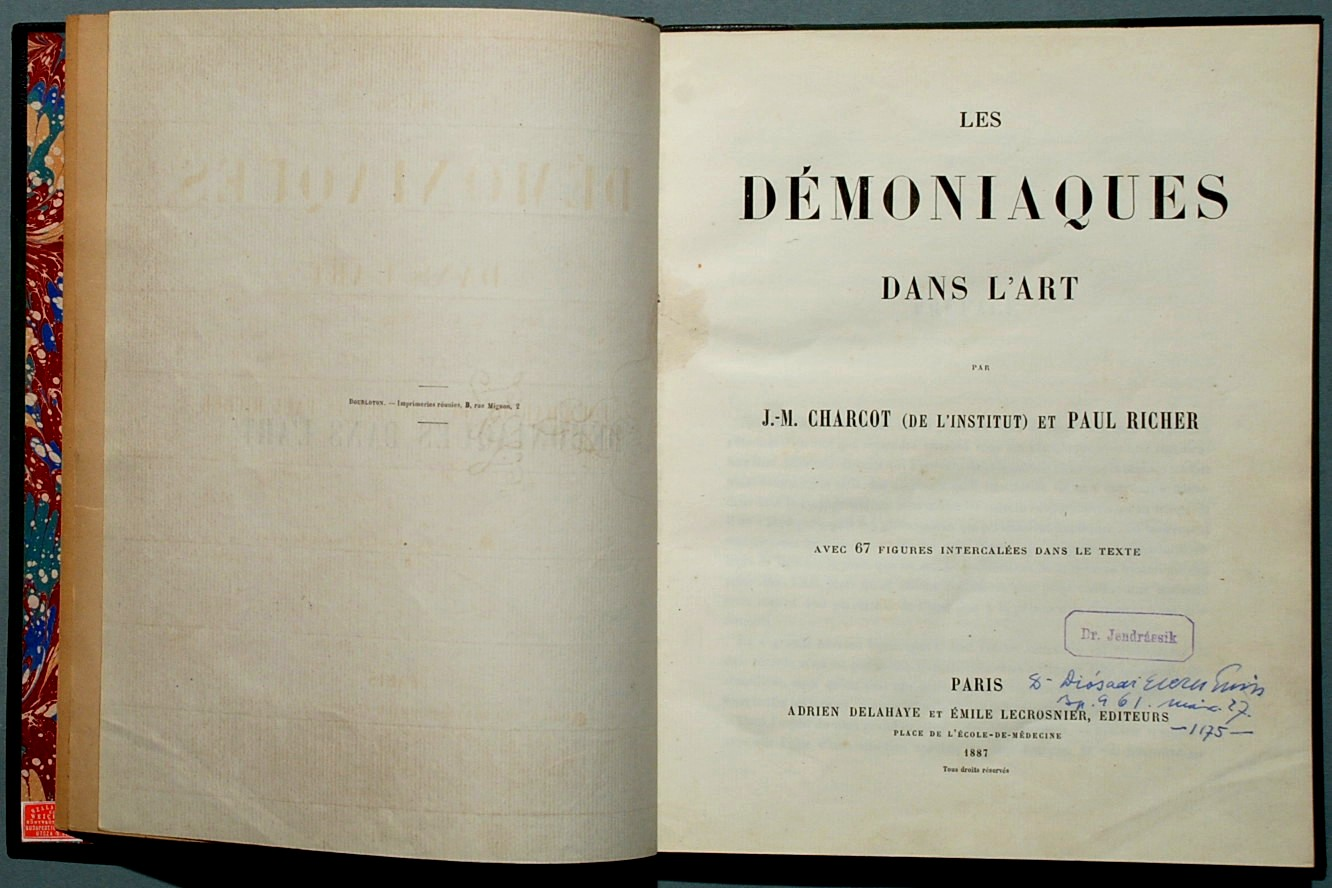
Ж.-М. Шарко и П. Рише Демоны в искусстве. Издание 1887 г., Париж

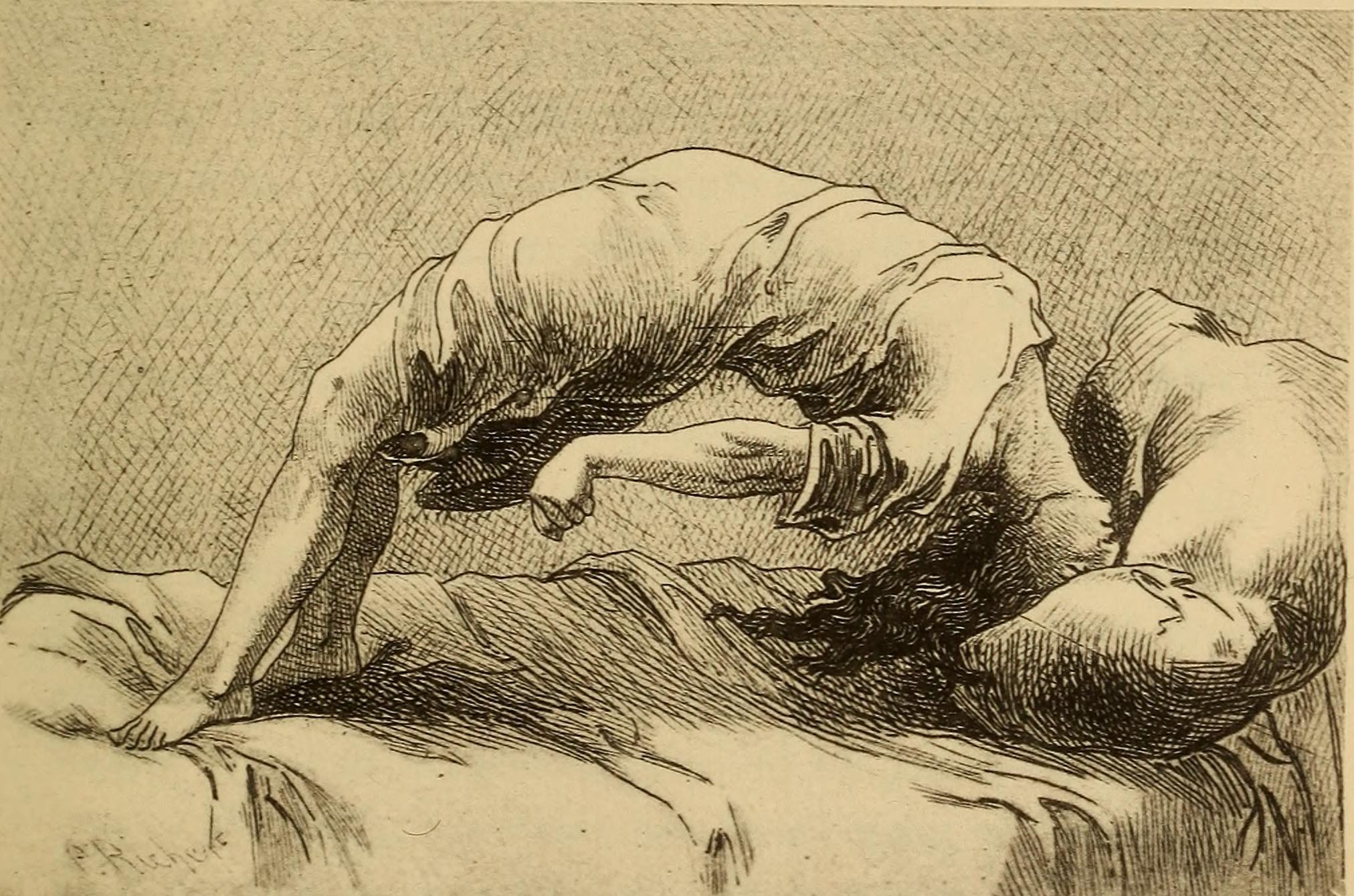
Рисунок из книги «Истерия и некоторые родственные ей состояния». 1897

Поль Рише был профессором художественной анатомии в Школе изящных искусств в Париже; с 1898 года — членом Национальной медицинской академии.
В начале карьеры он был ассистентом известного врача-психиатра Жана-Мартена Шарко, а в 1882—1896 годах руководил лабораторией в больнице Сальпетриер. Совместно с Шарко исследовал истерии и эпилепсии, а также связь психических расстройств с художественным творчеством. В 1903 году Рише был назначен на кафедру художественной анатомии в Школе изящных искусств, а в 1907—1908 годах был президентом Французского общества истории медицины.
Скульптурные произведения Поля Рише имеются в музеях по всей Европе, несколько из них — в музее Орсе в Париже. Также известен сделанный им барельеф надгробия французского анатома Луи Шарля Малассе на кладбище Пер-Лашез в Париже. Работы Рише были частью скульптурного конкурса на летних Олимпийских играх 1924 года.

## Галерея

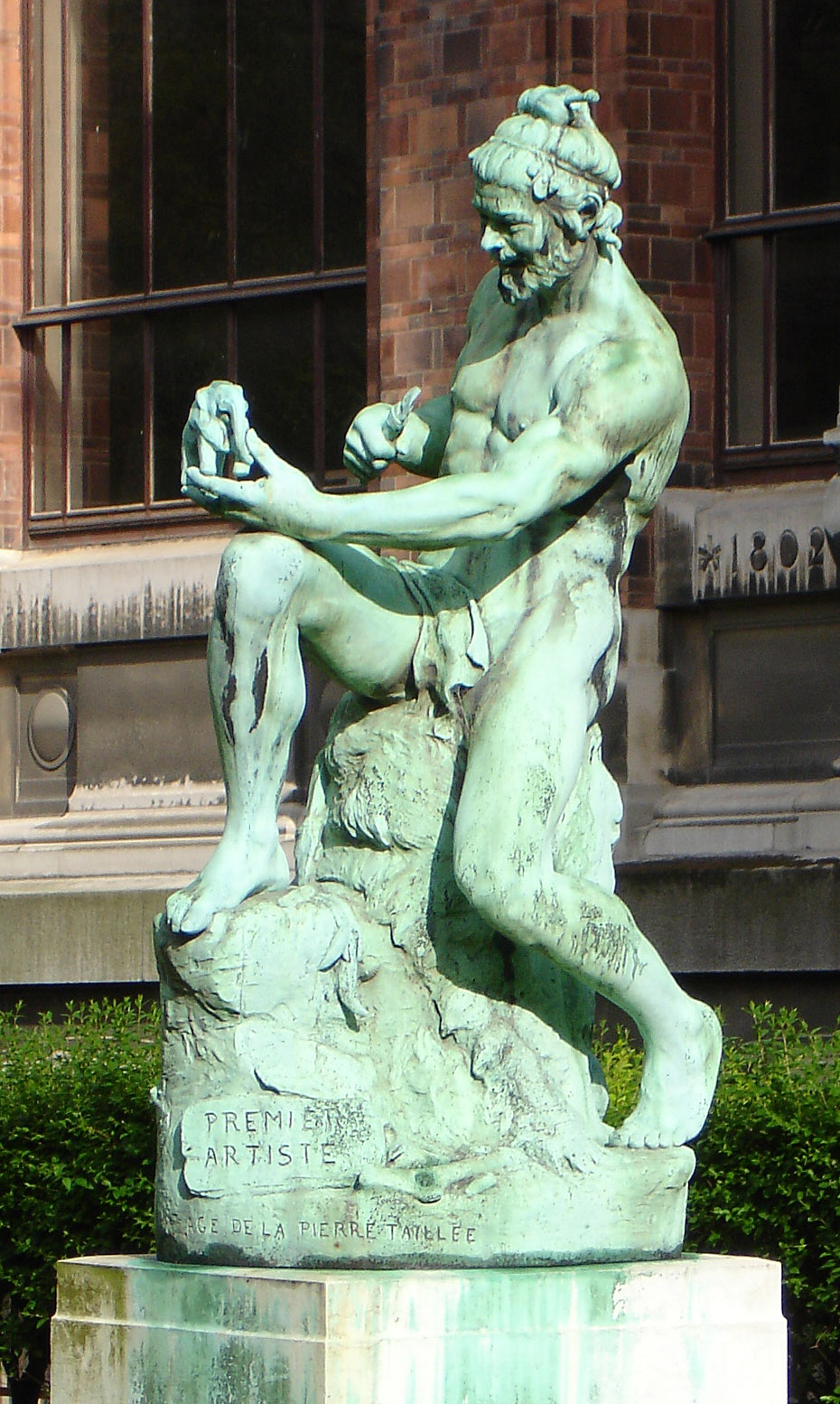
Первый художник. 1890. Бронза. Национальный музей естественной истории, Париж
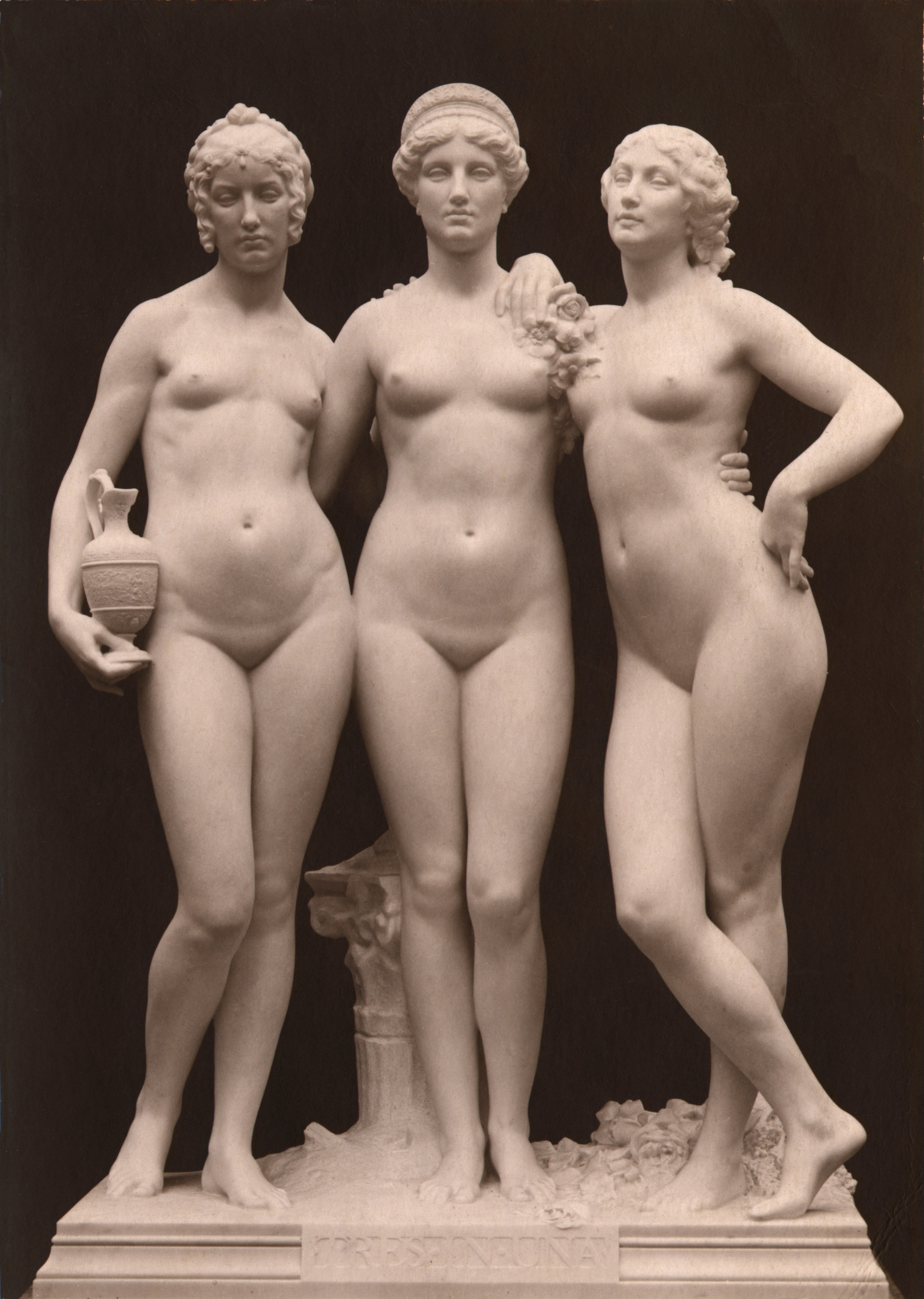
Три в одном. 1913. Мрамор. Мэрия 8-го округа, Париж
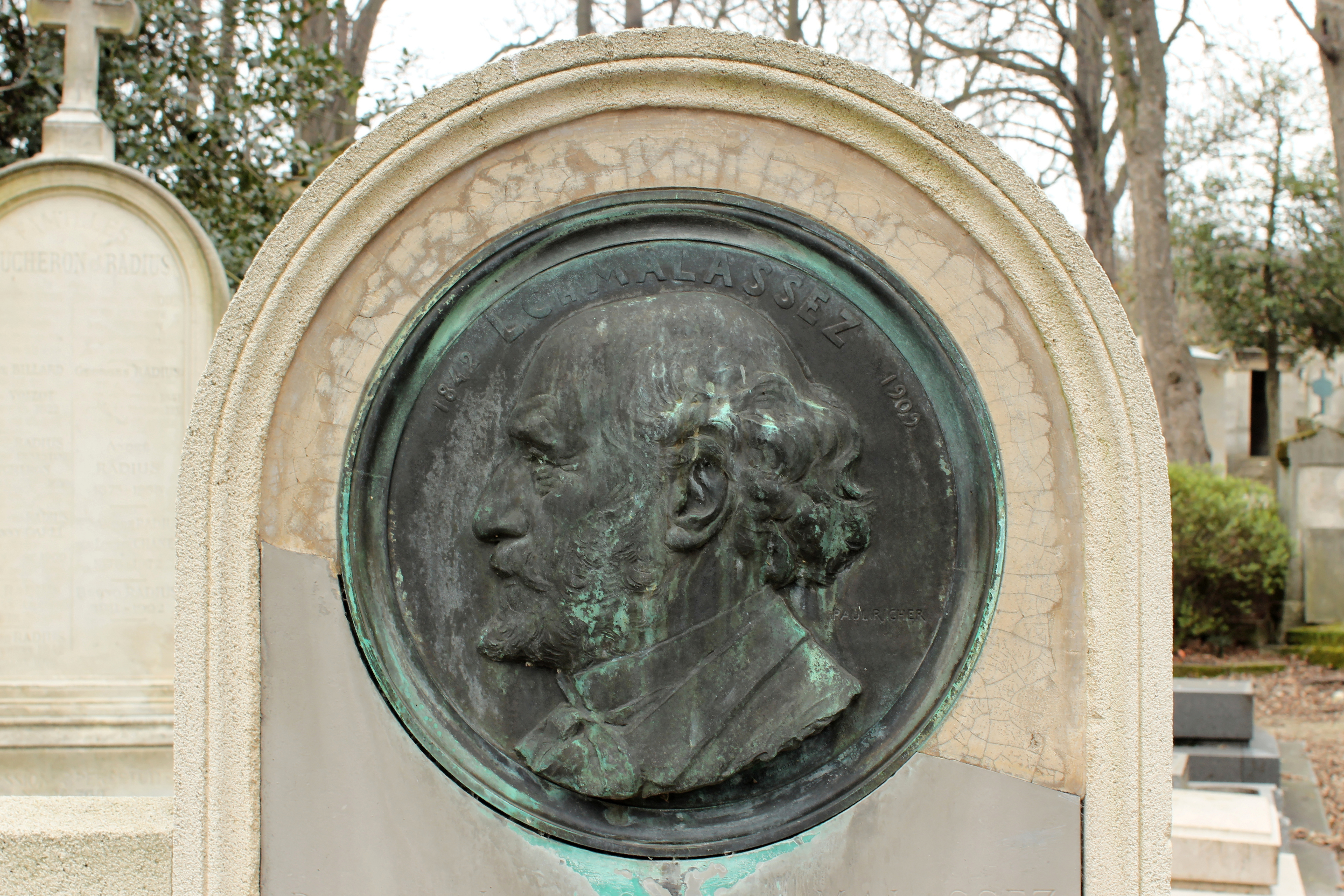
Барельеф надгробия Л.-Ш. Малассе на кладбище Пер-Лашез в Париже
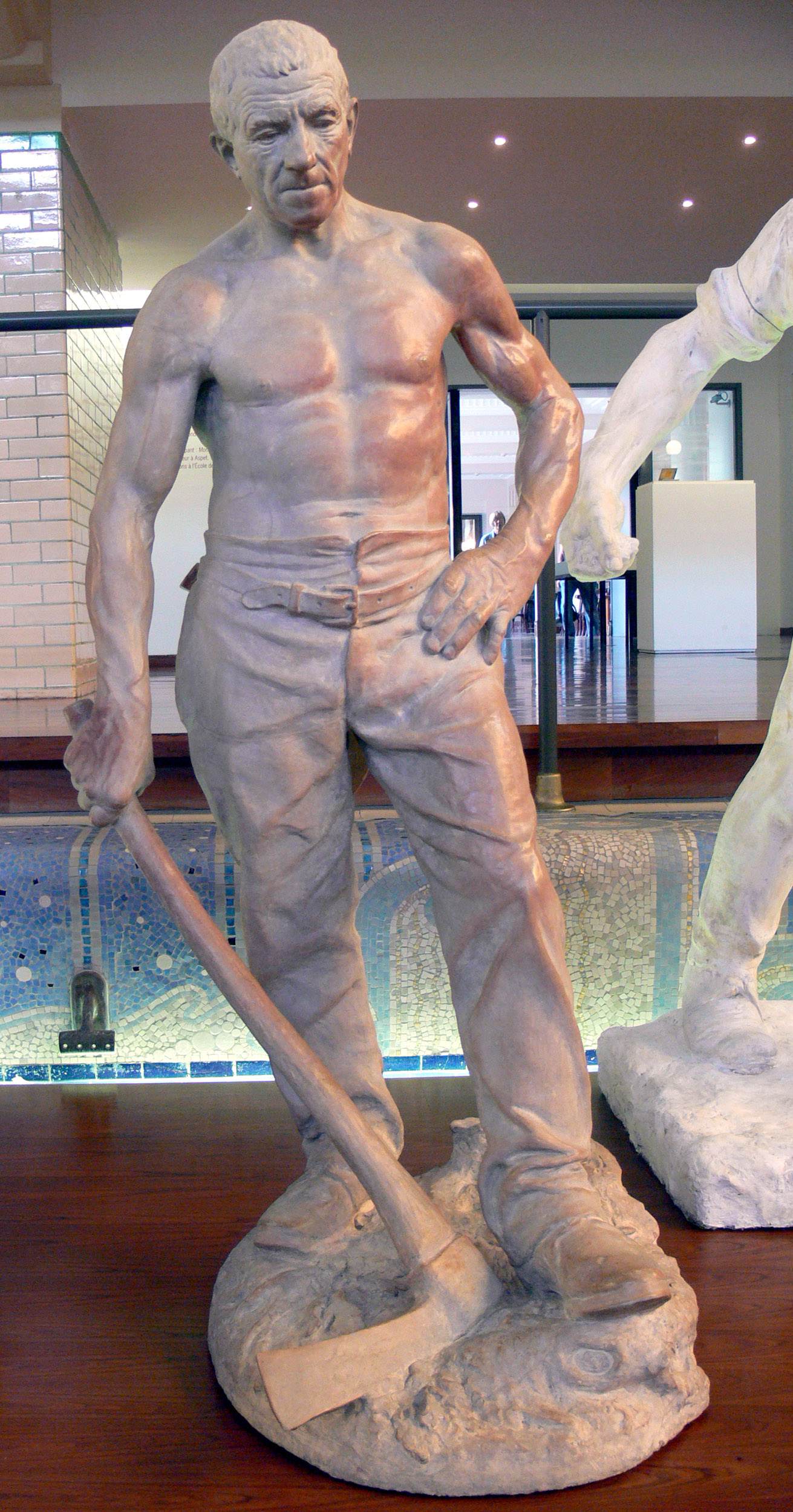
Лесоруб из леса Ла Лонд. 1890. Керамогранит. Музей искусства и промышленности, Рубе
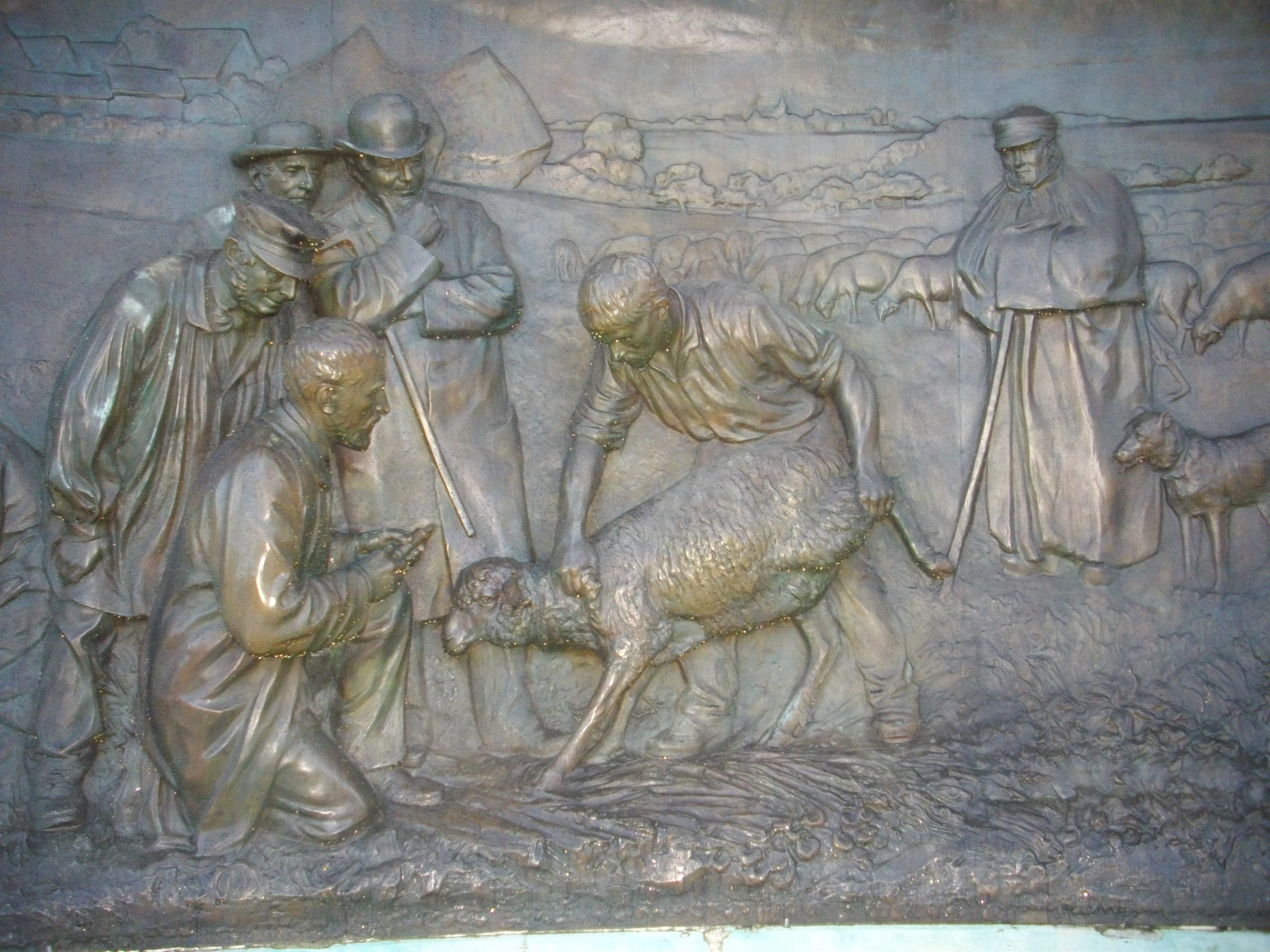
Рельеф монумента Л. Пастеру. 1903. Бронза. Шартр

## Публикации
- Étude descriptive de la grande attaque hystérique ou attaque hystéro-épileptique et de ses principales variétés, 1879
- Études cliniques sur l’hystéro-épilepsie ou grande hystérie , 1881[6]
- C Ж-Ж Туреттом, Hypnotisme, Dictionaire encyclopédique des sciences médicales[7], Masson et Asselin, Paris, 1887
- Nouvelle Iconographie de la Salpêtrière, 1888—1917
- Anatomie artistique : description des formes extérieures du corps humain au repos et dans les principaux mouvements : avec 110 planches renfermant plus de 300 figures dessinées, 1890[8][9].
- Paralysies et contractures hystériques, 1892
- L’Anatomie dans l’art : proportions du corps humain, canons artistiques et canons scientifiques, conférence faite à l'Association française pour l'avancement des sciences, 1893
- Canon des proportions du corps humain[10] , Paris, Librairie Charles Delagrave, 1893
- Physiologie artistique de l’homme en mouvement, 1895
- Dialogues sur l’art et la science, 1897
- Introduction à l'étude de la figure humaine, 1902
- Nouvelle anatomie artistique du corps humain (6 volumes), 1906—1929
- Nouvelle anatomie artistique. Les animaux, 1910
- Morphologie de la femme[11], Librairie Plon, Paris, 1920
- Lettre à en-tête de l’Institut de France, " profession de foi ", 1925[12]
- Le nu dans l’Art — l’Art grec, Collection " Nouvelle anatomie artistique du corps humain ", Plon, Paris, 1926

Совместно с Ж-М.Шарко:
- Les Démoniaques dans l’art, 1887, In-40 avec 67 figures. Paris, Delahaye et Lecrosnier, éditeurs[13].
- Les Difformes et les malades dans l’art, 1889, In-4° avec figures. — Paris, Lecrosnier et Babé, éditeurs.